# آیوس کاسیانوس
آیوس کاسیانوس (به لاتین: Ayios Kassianos) یک منطقهٔ مسکونی در قبرس شمالی است که در ناحیه نیکوزیا واقع شده‌است. آیوس کاسیانوس ۳۱۵ نفر جمعیت دارد.